# Route 91 (Colombie-Britannique)
La Route 91 est une autoroute alternative à la route 99 à Delta, New Westminster et Richmond.

## Description du tracé

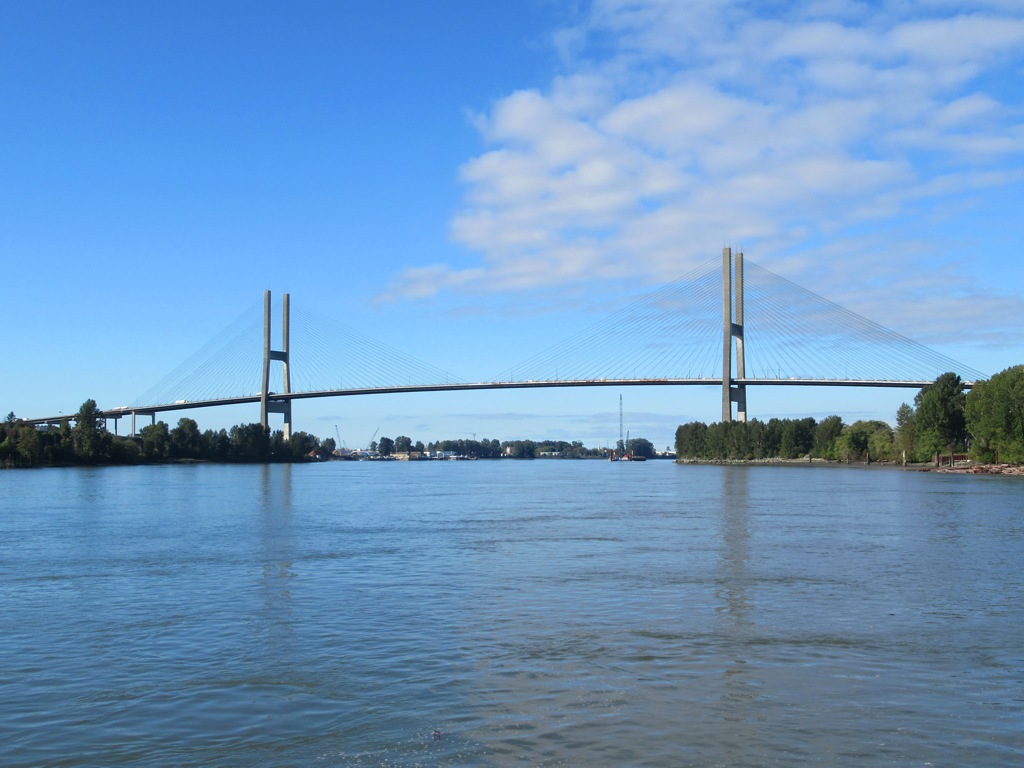
Le Pont Alex Fraser au-dessus du fleuve Fraser

La distance totale de la route 91 est de 22 km (14 mi). Débutant à un échangeur avec la route 99 à East Delta, la route se dirige vers le nord sur 2 km (1,2 mi) jusqu'à ce qu'elle rencontre la route 10, puis continue vers le nord pour traverser le fleuve Fraser. Elle bifurque ensuite vers l'ouest pour se diriger vers Richmond.
À Richmond, la route parcourt un autre 10 km (6 mi) et croise la route 91A. Elle prend fin alors qu'elle retrouve la route 99. Son trajet se poursuit vers l'ouest comme Alderbridge Way.

## Intersections majeures
| District régional | Ville    | km         | Sortie                                      | Destinations                                                               | Notes |
| ----------------- | -------- | ---------- | ------------------------------------------- | -------------------------------------------------------------------------- | --- |
| Metro Vancouver   | Delta    | 0,00       | —                                           | BC-99 – Frontière, Seattle, Vancouver                                      | Sortie 16 de la BC-99                                                                                             |
| Metro Vancouver   | Delta    | 2,02       | 1                                           | BC-10 est / Ladner Trunk Road ouest – Surrey, Langley                      | Pas d'accès depuis BC-91 nord vers Ladner Trunk Road ouest                                                        |
| Metro Vancouver   | Delta    | 4,90       | 4                                           | 64th Avenue                                                                | |
| Metro Vancouver   | Delta    | 6,53       | 6                                           | 72nd Avenue                                                                | |
| Metro Vancouver   | Delta    | 7,93       | 8                                           | BC-91C vers BC-17 / BC-1 / Nordel Way est – Traversiers, Victoria, Nanaimo | Sortie 23B de la BC-17                                                                                            |
| Metro Vancouver   | Delta    | 8,32–10,85 | Pont Alex Fraser au-dessus du fleuve Fraser | Pont Alex Fraser au-dessus du fleuve Fraser                                | Pont Alex Fraser au-dessus du fleuve Fraser                                                                       |
| Metro Vancouver   | Delta    | 11,04      | 10                                          | Cliveden Avenue – Île Annacis                                              | Sortie direction sud via sortie 11                                                                                |
| Metro Vancouver   | Richmond | 11,82      | 11                                          | BC-91A nord – New Westminster                                              | Terminus sud de la BC-91A; changement directionnel; BC-91 nord devient BC-91 ouest et BC-91 est devient BC-91 sud |
| Metro Vancouver   | Richmond | 13,31      | 13                                          | Westminster Highway                                                        | |
| Metro Vancouver   | Richmond | 16,33      | 15                                          | Nelson Road                                                                | Sortie direction est, entrée direction ouest                                                                      |
| Metro Vancouver   | Richmond | 20,82      | 21                                          | No. 6 Road                                                                 | Sortie direction ouest, entrée direction est                                                                      |
| Metro Vancouver   | Richmond | 21,22      | 22                                          | Knight Street nord – Vancouver                                             | |
| Metro Vancouver   | Richmond | 22,91      | 23                                          | BC-99 – Traversiers, Victoria, Nanaimo, Aéroport, Vancouver                | Sortie 37 de la BC-99                                                                                             |
| Metro Vancouver   | Richmond | 22,91      | —                                           | Alderbridge Way ouest – Centre-ville de Richmond                           | La route continue comme Alderbrige Way                                                                            |
| - Accès incomplet |          |            |                                             |                                                                            | |

## Connecteur de la route 91
Le Connecteur de la route 91 (Route 91C) est une courte route non-indiquée de 2,2 km (1,37 mi) reliant la route 91 à Nordel Way et la route 17 à Delta. La route débute à un échangeur avec la route 17 et prend fin à un échangeur avec la route 91. Depuis son ouverture, le connecteur rencontre des problèmes de congestion en raison de la présence d'une pesée pour camions et d'intersections à niveau.
En 2017, le gouvernement provincial a annoncé que la route 91C serait améliorée en la transformant en autoroute. Cependant, le projet a été revu à la baisse et deux intersections à niveau demeurent à l'échangeur entre la route 91 et la route 91C.

### Intersections majeures
| District régional | Ville | km   | Destinations                                              | Notes                                                                        |
| ----------------- | ----- | ---- | --------------------------------------------------------- | ---------------------------------------------------------------------------- |
| Metro Vancouver   | Delta | 0,00 | 96 Street                                                 | Fermée                                                                       |
| Metro Vancouver   | Delta | 0,25 | BC-17 / BC-1 est – South Delta, Traversiers, Surrey, Hope | Sortie 23 de la BC-17                                                        |
| Metro Vancouver   | Delta | 0,25 | River Road                                                | Sortie 23 de la BC-17                                                        |
| Metro Vancouver   | Delta | 1,05 | Nordel Way / Pesée pour camions                           | Échangeur                                                                    |
| Metro Vancouver   | Delta | 1,33 | BC-91 sud – Frontière                                     | Circulation libre en direction est, intersection à niveau en direction ouest |
| Metro Vancouver   | Delta | 1,96 | BC-91 nord – New Westminster, Vancouver, Richmond         | Échangeur                                                                    |
| Metro Vancouver   | Delta | 2,24 | Nordel Way                                                | Continue vers l'est                                                          |
| - Fermé           |       |      |                                                           |                                                                              |